# Freestyle (Snowboard)
In der Disziplin Freestyle bringt der Snowboarder seine Kreativität zum Ausdruck. Das Wort Freestyle bedeutet übersetzt „freier Stil“. Dies bedeutet ursprünglich, dass jeder so fahren kann, wie er will. Da Freestyle-Snowboarden bereits eine professionelle Disziplin ist, unterliegen die Sprünge in ihrer Struktur mehreren Kriterien zur Beurteilung. Bei professionellen Wettbewerben werden Form, Sprung (Drehungen, Manöver, Grabs) und Landung im Vordergrund mit Punkten bewertet.
Im Freestyle gibt es die Disziplinen Straight Jump (Big Air), Halfpipe, Quarterpipe und Slopestyle.

## Unterteilung

### Straight Jump/Big Air
Bei einem Straight Jump (auch Big Air genannt) handelt es sich um eine große Schanze, über die die einzelnen Fahrer springen und versuchen, dabei möglichst schwierige Tricks zu machen. Bewertet wird dies von Judges (Punktrichtern) in den Kategorien Style, Schwierigkeit, Höhe des Tricks und Landung. Ein Beispiel für Veranstaltungen dieser Art ist der Air & Style Contest.

### Halfpipe
Wie auch beim Skateboardfahren gilt sie als Meisterdisziplin im Freestyle. In der Halfpipe versuchen die Fahrer möglichst viele Tricks in einem Lauf (Run) zu machen. Bewertet wird von den Judges die Schwierigkeit der Tricks, die Art der Ausführung, der Style und die Reihenfolge, in der die Tricks gemacht werden. Halfpipe ist seit den Olympischen Winterspielen 1998 in Nagano eine olympische Disziplin.
In der Halfpipe ist man der höchsten Verletzungsgefahr ausgesetzt.

### Quarterpipe
Die Quarterpipe besteht im Gegensatz zur Halfpipe nur aus einer Seite, kann daher auch nur einmal angesteuert werden. Man kann sich die Form wie eine Schanze vorstellen, nur dass ihr Ende mit einem Winkel von 90° in die Höhe ragt. Nach dem Sprung landet der Fahrer also wieder auf derselben Ebene. Quarterpipe Contests haben sich in den letzten Jahren immer größerer Beliebtheit erfreut; die größte Veranstaltung in dieser Disziplin ist wahrscheinlich die Arctic Challenge, welche in Norwegen jährlich ausgetragen wird.

### Slopestyle
Ein Slopestyleparcours kann man mit einem Skatepark vergleichen. Es gibt Schanzen und Rails (Geländer) in verschiedensten Variationen. Der Parcours ist so gestellt, dass die Fahrer viele Möglichkeiten haben, die einzelnen Elemente zu kombinieren. Bei einem Wettbewerb wird darauf geachtet, wie der Fahrer die einzelnen Elemente nutzt (Kreativität), welche Tricks er macht und wie er sie ausführt.

### Knuckle Huck
Knuckle Huck ist eine Disziplin, die im Rahmen der X-Games bekannt wurde. Anders als im olympischen Big Air nutzen die Athleten dabei keinen Kicker, sondern eine Geländewelle und führen darüber (Sprung-)Tricks bei geringerer Anfahrtsgeschwindigkeit und vergleichsweise niedrigem Luftstand aus.